# Pi americà
El pi americà (Pinus aristata) és una espècie de conífera de la família Pinaceae nadiua dels Estats Units. És present a les muntanyes Rocoses a Colorado i nord de Nou Mèxic, amb una població aïllada a San Francisco Peaks a Arizona. Normalment es troba a grans altituds, entre 2.500-3.700 m, en climes subalpins; sovint arriba al límit arbori però també es troba en altituds menors.

## Descripció

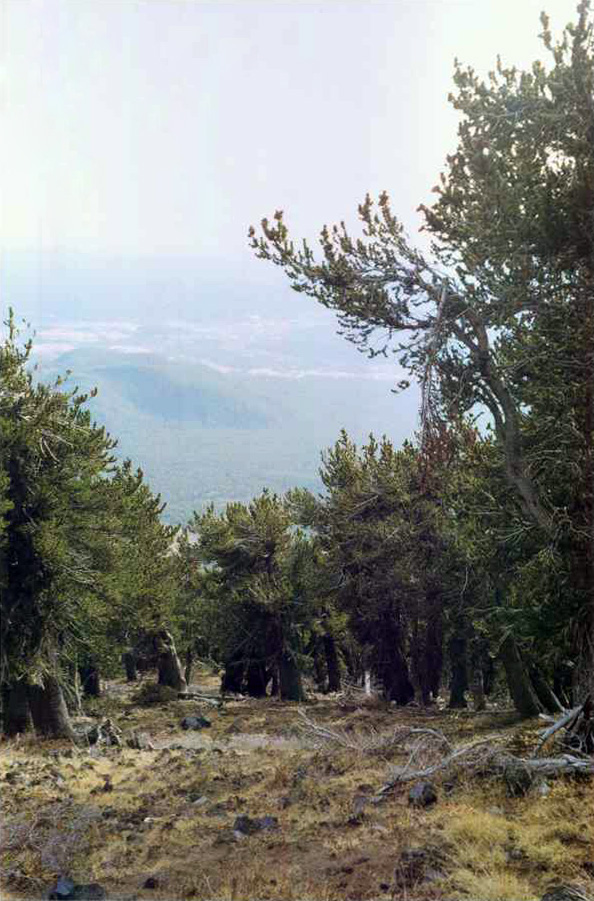
Una bosquina a les Muntanyes Rocoses

Pinus aristata és un pi de mida mitjana arribant a 5-15 m d'alt amb diàmetre del tronc d'1,5 m. Les fulles estan en fascicles de cinc, fan 2,5-4 cm de llargada. Les pinyes fan 5-10 cm de llargada.
Aquesta espècie abans es considerava una subespècie de Pinus balfouriana (Pinus balfouriana aristata).

## Cultiu
Pinus aristata és de bon tros el pi tipus bristlecone més cultivat, ja que no ateny grans mides i es pot plantar en petits jardins de climes freds.

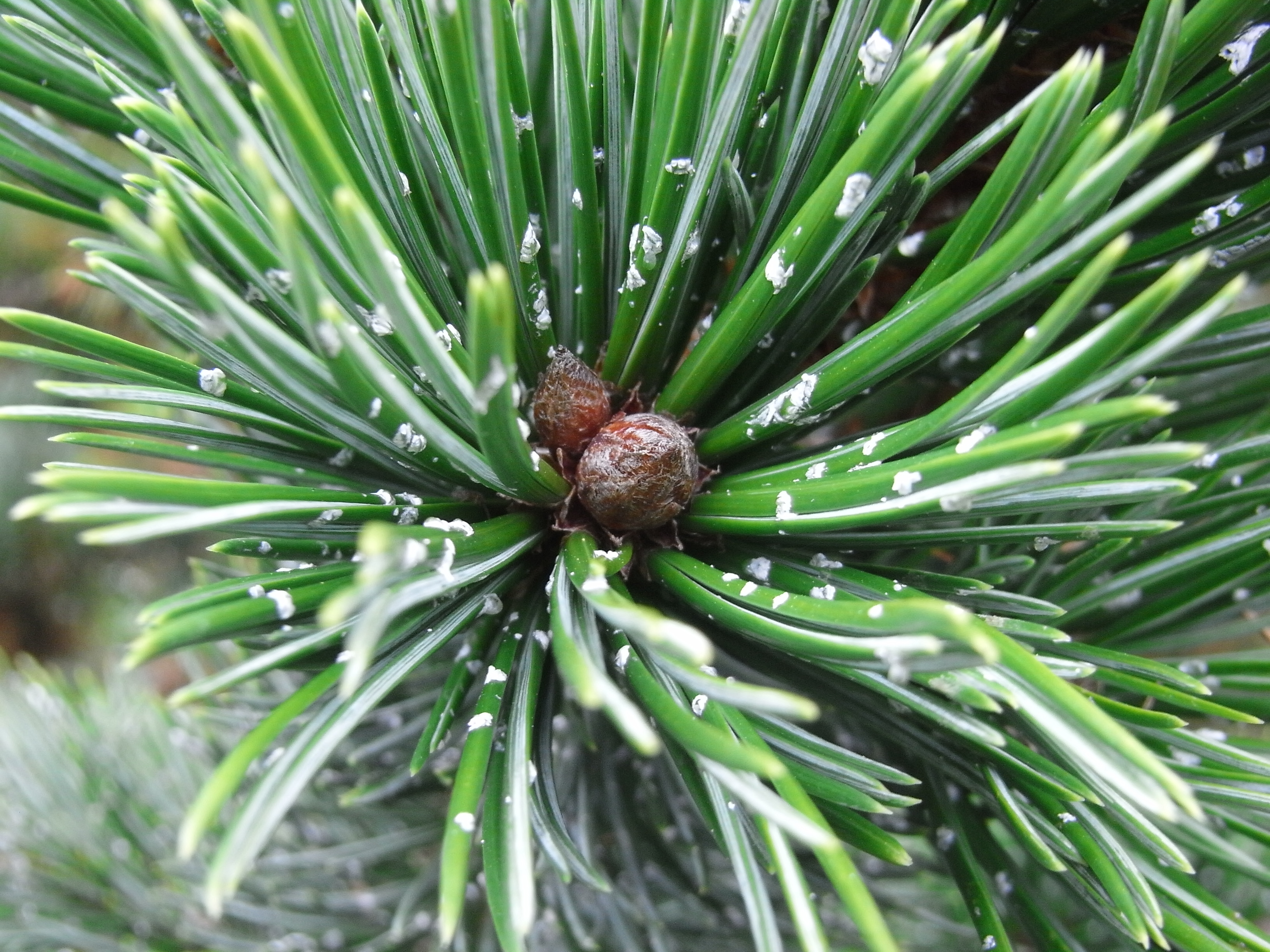
Fulles de Pinus aristata amb les típiques taques de reïna